# Bryan, Texas
Bryan là một thành phố thuộc quận Brazos, tiểu bang Texas, Hoa Kỳ. Năm 2010, dân số của xã này là 76201 người.

## Dân số
- Dân số năm 2000: 65660 người.
- Dân số năm 2010: 76201 người.